# In Absentia
|  | For det juridiske begreb, se in absentia. |
In Absentia er en ungdomsfilm fra 2013 instrueret af David Metz efter eget manuskript.

## Handling
Den 19-årige Lucas drømmer om at rejse til Brasilien og overtales af sin halvkriminelle ven Robert til at mødes med Karina. Karina har en plan om at begår et røveri hos en gammel dame for at indfri deres fælles drømme. Karina har dog undladt at fortælle Lucas og Robert noget vigtigt, som får fatale konsekvenser.